# 米哈伊尔·科瓦廖夫
米哈伊尔·普罗科菲耶维奇·科瓦廖夫（俄语：Михаил Прокофьевич Ковалёв，1897年6月25日—1967年8月31日）苏联军官，曾担任基辅军区副司令、白俄罗斯军区司令，1939年参加苏联入侵波兰的军事行动，担任白俄罗斯方面军司令。后参加苏德战争和苏日战争。1949年任列宁格勒军区第一副司令。1955年退役。